# Robson Waldemar Ávila
Robson Waldemar Ávila (* 22. März 1978) ist ein brasilianischer Herpetologe und Biologe.

## Leben
Ávila erlangte im Jahr 2000 den Abschluss in Biowissenschaften an der Universidade Federal de Mato Grosso do Sul. 2005 graduierte er an derselben Universität zum Master in Ökologie und Naturschutz. Im selben Jahr war er Dozent für Feldökologie und Wildtierökologie an der Universidade Católica Dom Bosco. 2009 wurde er mit der Dissertation Padrões de infecção por helmintos em comunidades de lagartos do Brasil central an der Universidade Estadual Paulista «Júlio de Mesquita Filho» zum Doktor in allgemeiner und angewandter Biologie promoviert. Seit 2011 ist er Professor für Biowissenschaften mit Schwerpunkt Herpetologie an der Universidade Regional do Cariri. Von 2014 bis 2015 forschte er als Postdoc an der Universidade Federal do Amazonas (UFAM).
Zu Ávilas Projekten zählen die Erhaltung der Biodiversität auf Landschaftsebene, Studien zum Klimawandel und zu anthropogenen Störungen, Reptilien und Amphibien der Subregion des Rio Tapajós in Brasilien, die Ökologie von Echsenparasiten, die phylogenetische Systematik und Artabgrenzung des Krokodilkaimans unter Verwendung eines integrativen taxonomischen Ansatzes, die Nematodenfamilie Rhabdiasidae in der brasilianischen Caatinga sowie Studien über die Umweltauswirkungen der Umsetzung des Parnaiba-Delta-Windkomplexes auf die Küstenavifauna von Piauí, Brasilien.

## Erstbeschreibungen von Robson Waldemar Ávila
Ávila ist seit 2010 als Co-Autor an zahlreichen Erstbeschreibungen beteiligt gewesen, darunter:
- Amazophrynella amazonicola Rojas-Zamora, Carvalho, Ávila, Farias, Gordo & Hrbek, 2015
- Amazophrynella javierbustamantei Rojas-Zamora, Chaparro, Carvalho, Ávila, Farias, Hrbek & Gordo, 2016
- Amazophrynella manaos Rojas-Zamora, Carvalho, Gordo, Ávila, Farias & Hrbek, 2014
- Amazophrynella matses Rojas-Zamora, Carvalho, Ávila, Farias, Gordo & Hrbek, 2015
- Amazophrynella moisesii Rojas-Zamora, Fouquet, Ron, Hernández-Ruz, Melo-Sampaio, Chaparro, Vogt, Carvalho, Pinheiro, Ávila, Farias, Gordo & Hrbek, 2018
- Amazophrynella siona Rojas-Zamora, Fouquet, Ron, Hernández-Ruz, Melo-Sampaio, Chaparro, Vogt, Carvalho, Pinheiro, Ávila, Farias, Gordo & Hrbek, 2018
- Amazophrynella teko Rojas-Zamora, Fouquet, Ron, Hernández-Ruz, Melo-Sampaio, Chaparro, Vogt, Carvalho, Pinheiro, Ávila, Farias, Gordo & Hrbek, 2018
- Amazophrynella vote Ávila, Carvalho, Gordo, Kawashita-Ribeiro & Morais, 2012
- Amazophrynella xinguensis Rojas-Zamora, Fouquet, Ron, Hernández-Ruz, Melo-Sampaio, Chaparro, Vogt, Carvalho, Pinheiro, Ávila, Farias, Gordo & Hrbek, 2018
- Amphisbaena littoralis Roberto, Brito & Ávila, 2014
- Helicops apiaka Kawashita-Ribeiro, Ávila & Morais, 2013
- Proceratophrys ararype Mângia, Koroiva, Nunes, Roberto, Ávila, Sant’Anna, Santana & Garda, 2018
- Proceratophrys huntingtoni Ávila, Pansonato & Strüssmann, 2012
- Proceratophrys strussmannae Ávila, Kawashita-Ribeiro & Morais, 2011
- Pseudopaludicola hyleaustralis Pansonato, Morais, Ávila, Kawashita-Ribeiro, Strüssmann & Martins, 2012
- Pseudopaludicola parnaiba Roberto, Cardozo & Ávila, 2013
- Rhinella paraguayensis Ávila, Pansonato & Strüssmann, 2010
- Sphaenorhynchus cammaeus Roberto, Araujo-Vieira, Carvalho-e-Silva & Ávila, 2017
- Trachycephalus cunauaru Gordo, Toledo, Suarez, Kawashita-Ribeiro, Ávila, Morais & Nunes, 2013